# Seznam slovenskih atletov
Seznam slovenskih atletov.

## A
- Urban Acman
- Zala Ahtik
- Janez Aljančič
- Mateja Androvič
- Lia Apostolovski
- Sašo Apostolovski
- Matevž Arh

## B
- Breda Babošek
- Saša Babšek
- Andreja Bačnik
- Bekim Bahtiri
- Marjana Bajželj
- Milan Balek
- Nika Barundič
- Sebastjan Baš
- Andrej Batagelj
- Boštjan Batagelj
- Jolanda Batagelj (Čeplak)
- Jure Batagelj
- Oliver Batagelj
- Timotej Bečan
- Matija Benčan
- Lidija Benedetič-Lapajne
- Anja Benko
- Marija Bergant (r. Knez)
- Fanči Bernik
- Borut Bilač
- Britta Bilač
- Alenka Bikar
- Mario Birsa
- Aljaž Blažej
- Maja Blažej
- Elizabeta Bombač Drofenik
- Matjaž Borovina
- Vid Botolin
- Marko Božiček
- Mirko Bračič
- Maja Bratkič
- Vid Bratovž
- Irena Bravč
- Olja Bregar?
- Gregor Breznik
- Jan Breznik
- Jože Brodnik
- Andrej Bručan
- Jože Bručan
- Blaž Brulc
- Tjaša Bucik
- Boštjan Buč
- Brigita Bukovec
- Violeta Bulc (Bunc)
- Alma Butia (-Car) (slov.-hrvaška)

## C
- Franc Cankar
- Gregor Cankar
- Nino Celec
- Oskar Cergol
- Tanja Cerkvenik
- Biserka Cesar
- Lea Cimperman
- Marica Cimperman?
- Miran Cizelj
- Jože Colarič
- Jože Cvar
- Patrik Cvetan

## Č
- Marjeta Čad
- Desa Čalasan Grajžl (Desanka Čalasan)
- Tina Čarman
- Kristjan Čeh
- Urban Čehovin
- Milena Čelesnik
- Jolanda Čeplak (Steblovnik)
- Peter Černe
- Slavko Černe (Miroslav Č(e)rne - trener)
- Žiga Černe
- Maruša Černjul
- Franc Červan
- Mojca Četina
- Venceslav Čihal - Veno
- Milan Čoh
- Boris Čop
- Mojca Črnigoj
- Ljubo Čuček
- Anej Čurin Praprotnik

## D
- Ciril Debeljak - Cic
- Kaja Debevec
- Filip Jakob Demšar
- Nataša Dermol
- Rok Deržanič
- Leo Dogša
- Anton Dolenc
- Neža Dolenc
- Marjan Dolgan
- Irena Dominc
- Doroteja Domjan
- Veronika Domjan
- (Domen Dornik)
- Mateja Drobnič

## Đ
- Srđan Đorđević, slovenski atletski strokovnjak, ki zdaj vodi visokotehnološko podjetje TMG-BMC

## E
- Nataša Erjavec

## F
- Tine Fakin?
- Bogomil Ferfila
- Naja Ferjan Ramirez
- Rok Ferlan
- Neja Filipič
- Nejc Filipič
- Boštjan Fridrih
- Blaž Fužir

## G
- Janez Gabršek
- Tilen Gartner
- Tine Glavič
- Nika Glojnarič
- Jože Glonar 1917 - 2007?
- Maja Gorjup
- Živa Gornik
- Emil Goršek 1914 - 1945
- Geza Grabar
- Gregor Grad
- Fedor Gradišnik ml. 1917–1983
- Gregor Grahovac
- Rado Gregorič
- Tanja Grgič
- Sebastjan Grosek
- Janko Grošelj 1912 - 2013
- Tomo Grošeta
- Matic Ian Guček
- Jernej Gumilar

## H
- Franc Hafner
- Veronika Heric
- Marinka Hitti
- Mateja Hojs
- Anita Horvat
- Boštjan Horvat
- Matija Horvat
- Mitja Horvat
- Nives Horvat
- Bojana Hostnik
- Jožica Hozjan
- Lina Hribar
- Tadej Hribar
- Tadej Hrušovar
- Goran Humar

## I
- Borut Ingolič
- Mia Ingolič
- Franjo Izlakar

## J
- Sebastijan Jagarinec
- Tinkara Jakopič
- Jan Jamnik
- Veljko Jan
- Luka Janežič
- Katka Jankovič
- Helena Javornik
- Kristina Jazbinšek
- Jakob Jernačič
- Jernej Jeras
- Žana Jereb
- Ana Jerman
- Milan Jerman?
- Sandro Jeršin Tomassin
- Milan Jovanovič
- Uroš Jovanivič
- Karel Jug ?
- Matej Juhart
- Tina Jurčak

## K
- Milan Kabaj
- Albin Kandare
- Jernej Kastelec
- Peter Kastelic
- Iztok Kavčič
- Tara Keber
- Roman Kejžar
- Renata Keresteš
- Robert Kereži
- Taras Kermauner
- Vane Keržan
- Avgust Kisel
- Rafael Klančar
- Maša Klavora
- Urška Klemen
- Tanja Klemenčič
- Janko Klinar
- Petja Klojčnik
- Marija Knez Bergant
- Primož Kobe
- Adrian Kobler
- Mateja Kocjančič
- Mitja Kočevar (trener)
- Nick Kočevar
- Miro Kocuvan
- Miro Kocuvan mlajši
- Vera Kofol
- Jan Kokalj
- Aleš Kolar
- Edvard Kolar
- Nina Kolarič
- Mir(k)o Kolnik
- Jože Kopitar
- Marjana Kopitar
- Rok Kopitar
- Urh Kopitar
- Blaž Koren
- Blaž Korent
- Tevž Korent (trener)
- Vinko Korent
- (Tone Kos 1888-1975)
- (Miloš Kosec)
- Anton (Tone) Kosmač
- Mitja Kosovelj; Mateja Kosovelj
- Zmago Košir
- Jože (Josip) Kotnik
- Gaja Kovačec
- Alfonz Kovačič
- Gregor Kovačič
- Jaroslav Kovačič
- Primož Kozmus
- Simona Kozmus
- Matjaž Krajnc
- Kristijan Kralj
- Uroš Kralj (maratonec)
- Jan Kramberger
- Jan Kramer
- Matija Kranjc
- Milan Kranjc?
- Saša Kranjc (por. Vesel)
- Matija Kraševec
- Nina Krašovec
- (Miro Kregar)
- Damjan Krejač
- Marijan Krempl
- Ivo Krevs
- Mitja Krevs
- Martina Kristan
- Marija Križ
- Lara Krnc
- Neja Kršinar
- Karel Kumer
- Jakob Kvas

## L
- Barbara Lah (Italija)
- Brigita Langerholc
- Lidija Lapajne
- Matjaž Lazar
- Luka Leitinger
- Ranko Leskovar
- Roman Lešek
- Bernarda Letnar
- Tina Levičnik
- Stanko Lisec
- Mihailo Lišanin
- Vladka Lopatič
- Breda Lorenci Babošek
- Milan Lorenci
- Tine Lorenci
- Stanko Lorger
- Milan Lovrec
- Marijana Lubej
- Klara Lukan
- Borut Lunder
- Marjana Lužar
- Kazimira Lužnik

## M
- Marjan Magušar
- Anton Majcen
- Milka Majcen
- Tatjana Majcen Ljubič
- Anton Manfreda
- Ivan Makarovič
- Armin Makovec
- Dana Marinček
- Rafko Marinič
- Darja Marolt
- Tina Matul
- Darko Mausar
- Til Mavretić
- Darko Mavsar (1922-42) (Poboj družine Mavsar)
- Miro Medič
- Franc Melanšek
- Miloš Mele
- Teja Melink
- Ladislav Mesarič
- Lovro Mesec Košir
- Maja Mihalinec
- Franc Mikec
- Stane Miklavžina
- Polde Milek
- Maruša Mišmaš Zrimšek
- Mateja Mlinar
- Matic Moličnik
- Valter Moljk
- Ahac Moretti
- Matija Muhar
- Darjan Murko
- Tina Murn

## N
- Tone Nabernik
- Nataša Nakrst
- Samo Nanut
- Taja Naraks
- Matic Nežmah
- Maja Nose
- Gregor Novak
- Petra Novak
- Sandi Novak

## O
- Iza Obal
- Martin Ocepek?
- Jože Okoren
- Ivan Olup
- Lara Omerzu
- Rok Orel (atlet)
- Sara Orešnik
- Domen Orož
- Matic Osovnikar
- (Štefan Ošina)
- Merlene Ottey
- Tilen Ovniček

## P
- Dušan Papež
- Metka Papler
- Primož Patru
- Cveto Pavčič
- Tatjana Pavšer
- Peter Pavšič
- Zdravko Pečar
- Pavla Peitler
- Aleš Peloz
- Janez Penca
- Jerneja Perc
- Breda Pergar
- Stanko Perpar
- Mojca Pertot
- Franc Petrač
- Jan Petrač
- Luka Piculin
- Borisav Pisić
- Uroš Pisič
- Planinšec
- Patricija Plazar
- Martin Plesničar
- Katja Pleško
- Nace Pleško
- Nejc Pleško
- Feri Pleteršek
- Vesna Pliberšek
- Janko Podgoršek
- Veronika Podlesnik
- Monika Podlogar
- Franc Podpečan
- Tina Pogorelčnik
- Maja Pogorevc
- Mateja Pokrivač
- Bojan Polak-Stjenka
- Peter Poles
- Vasko (Vasilij) Polič (1940-2023)
- Andrej Poljanec
- Miran Polutnik
- Janez Ponebšek
- Lucija Potnik
- Zdenka Potnik
- Franc Povše
- Lojzka Praček
- (Urban Praprotnik)
- Rok Predanič
- Ksenija Predikaka
- Janja Prelovšek
- Rožle Prezelj
- Sanja Prezelj
- Franc Pribošek - Šiki
- Igor Primc
- Kristina Primc
- Nives Prinčič
- Miki Prstec
- Saša Prokofjev
- Anja Puc
- Jože Puc
- Sašo Pucihar
- Gorazd Pučnik
- Rok Puhar

## R
- Marko Račič
- Neža Rant & Nace Rant
- Martin(k)a Ratej
- Živa Remic
- Robert Renner
- Tadej Repnik
- Neža Ribarič (uteži)
- Ana Rijavec
- Nataša Robnik
- Snežana Rodić
- Ina Rojnik
- Žana Rojnik
- Sonja Roman
- Maruša Romih
- Nada Rotovnik Kozjek?
- Jurij (Jure) Rovan
- Stane Rozman
- Tanja Rozman
- Tine Rozman
- Simon Rudež
- Žan Rudolf
- Tomislav Rugelj
- Fabio Ruzzier

## S
- Janez Sagadin
- Nataša Seliškar
- Mojmir Sepe
- Boštjan Simunič
- Damjan Sitar
- Pavla Sitar
- Marko Sjekloča
- Ferdo Skok
- Jana Skok
- Peter Skok
- Marjan Skušek
- Žani Sladič
- Herman Slamič
- Ančka Slamnik
- Tina Slejko
- Marko Sluga
- Leonida Smerdu
- Jerneja Smonkar
- Renato Srebrnič
- Draga Stamejčič
- Anton Stanovnik
- Gustav Starašina
- (Brandon Starc : Avstralija)
- Ivan Starman
- Jolanda Steblovnik (por. Čeplak in Batagelj)
- Drago Stepišnik
- Milan Stepišnik
- Andreja Sterle Podobnik
- Branko Strožer ?
- Jana Strahinič
- Laura Strajnar
- Sara Strajnar
- Renata Strašek
- Bojan Stritar
- Gorazd Strniša
- Bojan Struger
- Peter Svet
- Janko Svetina ?

## Š
- Peter Šajn
- Miloš Šakić
- Sergej Šalamon
- Igor Šalamun
- Tami Ščančar
- Mira Šentjurc Čuček
- Manca Šepetavc
- Matija Šestak
- Marija Šestak
- Vito Šiftar
- Robert Šikonja
- Olga Šikovec (-Lucner)
- Mateja Šimic
- Boštjan Šimunič
- Milan Šimunič
- Aleš Škoberne
- Dejan Škoflek
- Gregor Šnajder
- Albert Šoba
- Mirko Špacapan
- Slavko Špan
- Damjan Šparovec
- Barbara Špiler
- Stane Šporn
- Damjan Špur
- Dean Šrot
- Jago Štemberger
- Štern
- Marjan Štimec (1950/1?-2020)
- Marko Štor
- Eufemija Štorga
- Barbara Štuhec
- Cene Šubic
- Milica Šumak Zemljič (1927-2019)
- Matic Šušteršič (1980-2005)
- Tina Šutej

## T
- Pia Tajnikar
- Irena Tavčar
- Robert Teršek
- Andrej Timošek
- Katja Tomažin
- Janez Tome
- Aleš Tomič
- Marina Tomić
- Joni Tomičič Prezelj
- Andraž Torkar
- Barbara Torkar
- Jelka Tratnik
- Lojze Tratnik
- Roman Trošt

## U
- Numan Ukić
- Marcela Umnik
- Danica Urankar
- David Urankar
- Jože Urankar
- Nataša Urbančič
- Milena Usenik

## V
- Anja Valant
- Simo Važić
- Sabina Veit
- Anže Verbovek
- Adi Vidmajer?
- Nataša Vidovič
- Mirko Vindiš
- Andrej Vipotnik
- Branko Vivod
- Jure Vižintin
- Janez Jakob Vodeb
- Viktor Vodišek?
- Miran Vodovnik (Miroslav Vodovnik)
- Bojana Vojska
- Erik Vončina
- Franc Vravnik
- Bogdan Vrhovec
- Matjaž Vrhunc
- Žiga Vrščaj
- Jože Vrtačič
- Rok Vuga
- Jan Vukovič
- Jaro Vybihal

## W
- Zdenka Weingartner

## Z
- Marija Zajfrid
- (Srečo Zakrajšek)
- Lucijan Zalokar
- Tinkara Zalokar
- Damjan Zlatnar
- Darko Zorjan
- Slavko Zorko
- Slavko Zorn
- Peter Zupanc
- Blaž Zupančič
- Daniel "Neli" Zupančič
- Igor Zupančič
- Jana Zupančič
- Agata Zupin
- Uroš Zver

## Ž
- Danilo Žerjal
- Mira Živic
- Anica Živko
- Romeo Živko
- Maja Žižek
- Friderik Žorga
- Jan Žumer
- Kristina Žumer
- Denis Žunko
- Drago Žuntar